# 웨어링의 문제
웨어링의 문제(Waring's problem)는 에드워드 웨어링이 1770년에 제기한 문제로, 수학의 정수론에서 모든 자연수는 최대 's'개의 'k'제곱의 합으로 쓸 수 있는가 하는 문제이다. 마찬가지로 모든 자연수는 9개 이하의 세제곱수의 합으로 표현할 수 있고, 19개 이하의 네제곱수의 합으로 표현할 수 있다. 이에 대해 가능하다는 해답을 다비트 힐베르트가 1909년에 제시하였다.

## 예시
{\displaystyle 5=2^{2}+1^{2}}
{\displaystyle 6=2^{2}+1^{2}+1^{2}}
{\displaystyle 7=2^{2}+1^{2}+1^{2}+1^{2}}
모든 수는 최대 4개의 제곱수의 합으로 쓸 수 있다. 즉, 'k=2'에 대해 's=4'이다.

## g(k)
g(k)는 모든 수를 최대의 k제곱수의 합으로 표시할 수 있는 수를 말한다. 3k보다 작은 수는 2k와 1의 합으로 표시해야 한다. 3k보다 작은수에서 최대의 k제곱수의 합으로 표시된다고 추론되었고 충분히 큰 수에 대해 증명되었다.

## G(k)
G(k)는 충분히 큰 수 이상에서 모든 수를 몇개의 k제곱수의 합으로 표시할 수 있는 최소의 수를 말한다.

## 같이 보기
- 라그랑주 네 제곱수 정리
- 페르마의 다각수 정리